# یواس‌اس ملوین (دی‌دی-۳۳۵)
یواس‌اس ملوین (دی‌دی-۳۳۵) (به انگلیسی: USS Melvin (DD-335)) یک کشتی بود که طول آن ۹۵٫۸۱ متر (۳۱۴٫۳ فوت) بود. این کشتی در سال ۱۹۲۱ ساخته شد.